# Castillo (volcán)
El volcán Castillo es un cono volcánico de la Región de Murcia, situado en el municipio de Mula. Al S de Puebla de Mula. En su cima, se encuentra las ruinas de un castillo. Las lamproitas y los travertinos son las rocas más dominantes de la zona.